# Kyš i Dvaportfelja
Kyš i Dvaportfelja (Кыш и Двапортфеля) è un film del 1974 diretto da Ėduard Aleksandrovič Gavrilov.

## Trama
Il film racconta di due scolari, che i compagni di classe chiamano Twobriefcases a causa della loro bassa statura, e un cucciolo di nome Goaway, che ha bisogno di protezione ed educazione.